# エキスプレス ザ・ムービー
『エキスプレス ザ・ムービー』 (Express The Movie) は、2009年2月14日から2011年12月10日までKBS京都テレビで毎週土曜 19時00分 - 20時55分に放送されていた映画番組である。

## 概要
KBS京都は長年、土曜 19時00分 - 21時00分に『スペシャルシネマ』という不定期放送の映画枠を設けていたが、2009年2月14日放送分をもって『エキスプレス ザ・ムービー』というタイトルにリニューアル。同時に上新電機がスポンサーに付いた。当初は上新電機の一社提供だったが、2010年春からは提供クレジットの表示をしなくなり、以来コマーシャルはPT扱いで流れていた。
映画解説はシンデレラエキスプレスの渡辺裕薫が担当。番組の最後には、上新電機DISC・PIERから映画DVD（放映映画とは別の作品）のプレゼント告知が行われていた。『エキサイティング!J』やテレビショッピング（主にジャパネットたかたの生放送テレビショッピング）などが編成される日には放送休止になることがあった。
番組はその後、2011年12月10日放送の『ノエル』をもって同タイトルでの放送を終了。2012年1月からは再び『スペシャルシネマ』と題して放送されるようになり、同時に解説役を務めていた渡辺は降板し、KBS京都アナウンサー・海平和がナビゲーターに就任した。同年4月からは引き続き海平がナビゲーターを務める『週末指定席』のタイトルで放送されている。

## 備考
2010年7月17日にはアニメ映画『劇場版ポケットモンスター ダイヤモンド&パール 幻影の覇者 ゾロアーク』を放送したが、スポンサーは上新電機ではなく、通常の『ポケットモンスター ダイヤモンド&パール』と同じくタカラトミーなどが提供した。
一方、番組最後の映画DVDプレゼントの告知は通常通りに行われたが、賞品のDVDはポケットモンスターとは関係の無い作品だった。